# Chaillotine Air Service
Chaillotine Air Service (code OACI : CIS, indicatif radio : CHALLOTINE) était une compagnie aérienne française basée sur l'Aéroport d'Auxerre - Branches, dans l'Yonne, assurant des vols à la demande et appartenant à Gérard Bourgoin, Président du groupe industriel du même nom et ancien président de l'AJ Auxerre et de la ligue nationale de football FRANCE (LNF).

## Histoire

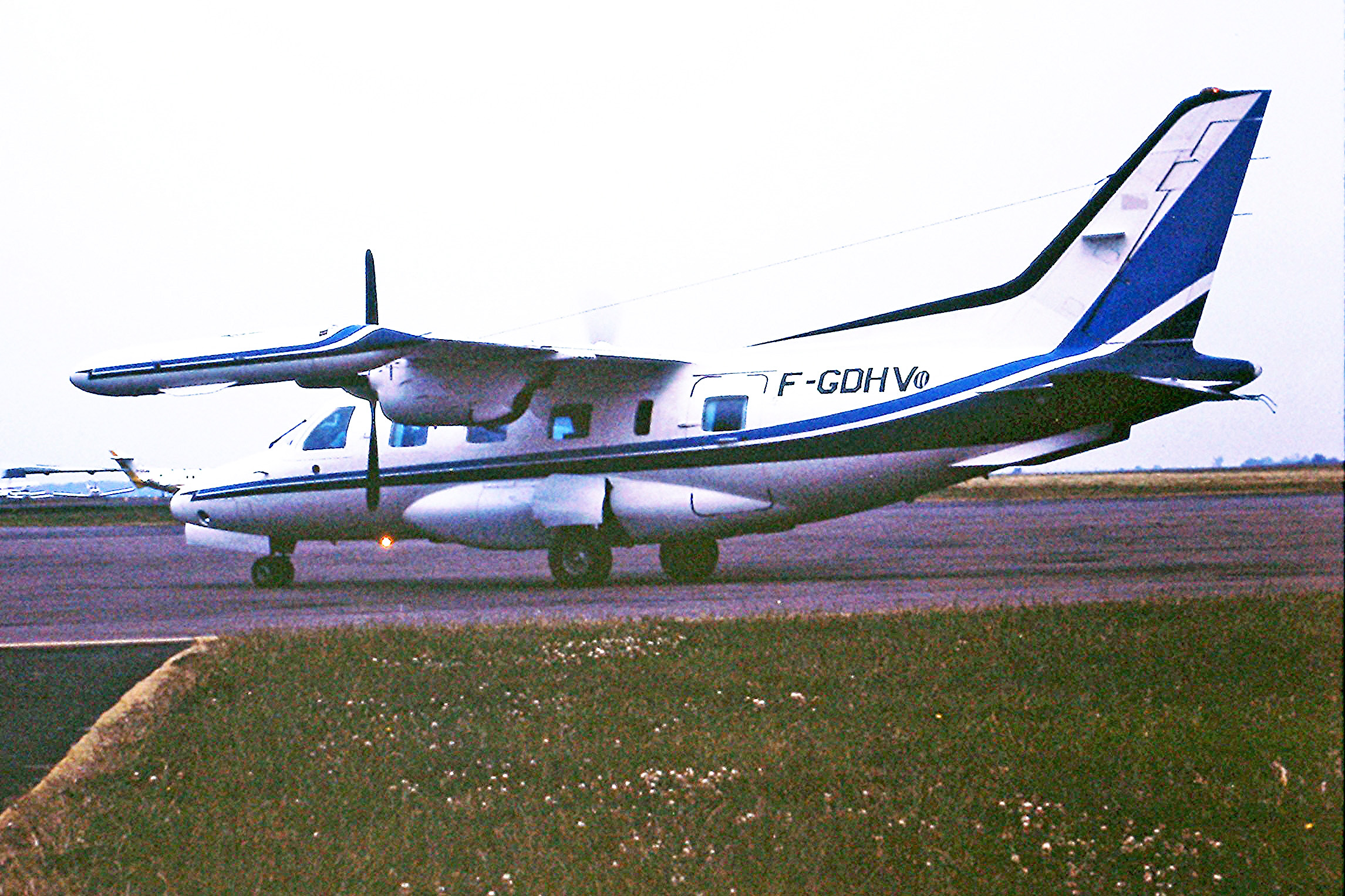
Mitsubishi MU-2 Marquise F-GDHV à Coventry le 06 juillet 1983 aux couleurs de Chaillotine Air Service.

Pilote d'avion depuis 1975, Gérard Bourgoin créé avec deux autres associés en novembre 1979, une petite compagnie aérienne d'affaires nommée Chailottine Air Service (CAS), basée sur l'aéroport d'Auxerre et sur l'aérodrome privé de Chailley, qui lui servira aussi à rallier ses usines dans l'hexagone.
Le siège social se trouvait établit au siège de la maison mère, les établissements Bourgoin SA, Grande Rue à Chailley.
L'entreprise de transformation de volailles "la Chaillotine" a été construite en 1966. Elle est devenue BSA pour Bourgoin SA en 1980 et numéro 1 mondial de la volaille fraîche avec 6 000 salariés, 30 usines et donc le siège social situé à Chailley.
L'aérodrome privé Gérard Bourgoin se trouvait à 300 mètres de l'usine de Chailley. Il possède toujours une piste d'envol de 1 720 mètres, un taxiway, un parking à avions de 3000 m² et un hangar de 1000 m² abritant jadis les ateliers de maintenance des avions de Chaillotine Air Service.
Le premier avion de la compagnie était un Piper PA-23-250 Aztec immatriculé F-BTYY basé sur l'aérodrome de Saint-Florentin - Chéu à 11 kilomètres de Chailley suivi du Mitsubishi MU-2 immatriculé F-GCJS, basé également à Saint-Florentin - Chéu.
En 1982, CAS disposait de deux avions Mitsubishi MU-2, et est devenu le représentant agrée pour vendre en France et au Maroc ces appareils avec en plus le nouveau Mitsubishi Diamond I,, et est devenu également une station service agrée Mitsubishi.
Les Mitsubishi MU-2 Marquise (10 passagers) et Solitaire (12 passagers) transportaient l'équipe de foot de l'AJ Auxerre lors des matchs en extérieur,.
La compagnie possèdera en même temps jusqu'à 4 avions de type Dassault Falcon 10.
Entre 1988 et 1996, la compagnie a subi quatre accidents graves faisant onze morts avec quatre avions détruits.
En 1990, la compagnie possédait quatre Mitsubishi MU-2 Marquise.
Chaillotine Air Service n'est plus autorisée à effectuer de transport public depuis le 9 juillet 1993. Cette suspension du Certificat de Transporteur Aérien fait suite à un contrôle par la Direction Régionale de l'Aviation Civile du Nord au cours duquel plusieurs points avaient été notés comme l'absence de stages de maintien des compétences en 1992, l'absence de contrôle des compétences en 1992. Chaillotine Air Service a toujours la possibilité d'effectuer du transport privé de passagers à titre gratuit.
C'est la société "Bourgoin SA Distribution" (BSAD) qui assure la gestion administrative et comptable de la compagnie d'affaires.
Le 17 mars 2000, en déposant le bilan de BSAD, la plate-forme commerciale de l'ensemble des sociétés du groupe Bourgoin, c'est aussi la compagnie aérienne d'affaires Chaillotine Air Service qui disparait.
Une intersyndicale s'est constituée et a publié en octobre 2000, un communiqué rageur visant directement Gérard Bourgoin, bien que celui-ci ait officiellement abandonné en 1994 à sa fille Corinne alors âgée vingt-sept ans, à la suite de la mort dans un accident d'avion de la compagnie de son fils Philippe, la conduite de ses affaires. « N'est-il pas indécent de le voir se fourvoyer dans les milieux du sport et de l'argent à l'heure où ses salariés se soucient de leur avenir ? Avec quel argent a-t-il financé ses recherches pétrolières ? Ses campagnes politiques ? Sa passion des avions ? ».

## Accidents
- Le 16 avril 1988, L’avion Mitsubishi MU-2 Marquise immatriculé F-GERA avait décollé de l’aéroport de Paris-Le Bourget pour un vol à destination de Roanne. Il décollait pour la deuxième étape vers Montpellier. Dans des circonstances inconnues, l’avion a perdu le contrôle et s’est écrasé dans un champ situé à Saint-Just-Saint-Rambert, à environ 65 km au sud-sud-est de l’aéroport de Roanne, prenant feu. Les six occupants ont été tués, dont le pilote de l'avion, le pilote automobile José Dolhem, demi-frère de Didier Pironi[20].
- Le  21 Mai 1991, L’avion  Mitsubishi MU-2 Marquise immatriculé F-GDHS avait décollé de l’aérodrome de Chailley pour un court vol à destination de Troyes (Aube), avec à son bord un passager Patrick Bourgoin, 29 ans, fils de Gérard Bourgoin, héritier désigné du groupe Bourgoin[21],[22],[19] et deux pilotes. Alors qu'il s’approchait de l’aéroport de Troyes-Barberey, six minutes après avoir décollé de l'aérodrome de Chailley, l’avion MU-2 a amorcé une descente incontrôlée et s’est écrasé dans un champ situé près de Macey, à environ 6 km à l’ouest de l’aéroport. L’avion a été détruit et les trois occupants ont été tués[20].

- Le 29 septembre 1993 à 6h45, lors de son décollage piste 24 de l'aéroport de Besançon- La Vèze pour Bordeaux-Mérignac, le Dassault Falcon 10 immatriculé F-GJGB effectue une accélération arrêt, franchit l'extrémité de la piste, heurte un talus en bout de piste et prend feu après son immobilisation. 2 morts (équipage) et 1 blessé (passager). L'avion se disloque après le choc et prend feu immédiatement. Le rapport d'enquête du BEA conclura que l'accident serait dû à une décision tardive d'interrompre le décollage avec un cran de frein de parc serré[23].
- Le 27 septembre 1996, sur l'aéroport de Madrid-Barajas, le Dassault Falcon 10 immatriculé F-GJMA au roulage entre en collision avec un Boeing 727 Cargo à l’intersection des voies de circulation A-8 et M-8 . Alors que le B727 a subi des dommages mineurs, le Falcon 10 a été endommagé de manière irréparable et ses quatre occupants s’en sont sortis indemnes, parmi lesquels l’acteur français Gérard Depardieu[20].

## Flotte
- Piper PA-23-250 Aztec immatriculé F-BTYY[7],
- Mitsubishi MU-2 Marquise[8] immatriculés F-GDHS[24], F-GDLA, F-GDHV et F-GERA,
- Mitsubishi MU-2 Solitaire immatriculé F-GCJS[25],
- Mitsubishi MU-300 Diamond,
- Dassault Falcon 10 immatriculés F-GJGB[26], F-GJMA et F-GHER[27].